# 1186
| [ Edytuj tabelę ]                |                                                               |
| Książę Małopolski                | - 1177 Kazimierz II Sprawiedliwy 1194                         |
| Książę Wielkopolski              | - 1177 Odon Mieszkowic 1194 - 1182 Mieszko III Stary 1202     |
| Król Angkoru                     | - 1181 Dżajawarman VII 1218                                   |
| Król Anglii                      | - 1154 Henryk II 1189                                         |
| Król Aragonii i hrabia Barcelony | - 1164 Alfons II Aragoński 1196                               |
| Książę Bawarii                   | - 1183 Ludwik I 1231                                          |
| Margrabia Brandenburgii          | - 1184 Otto II 1205                                           |
| Książę Burgundii                 | - 1162 Hugo III 1192                                          |
| Cesarz Bizancjum                 | - 1185 Izaak II Angelos 1195                                  |
| Car Bułgarii                     | - 1185 Teodor-Piotr 1187                                      |
| Cesarz Chin                      | - 1162 Song Xiaozong 1189                                     |
| Książę Czech                     | - 1178 Fryderyk 1189                                          |
| Król Danii                       | - 1182 Kanut VI 1202                                          |
| Władca Egiptu                    | - 1171 Saladyn 1193                                           |
| Król Francji                     | - 1180 Filip II August 1223                                   |
| Król Gruzji                      | - 1184 Tamara 1213                                            |
| Hrabia Holandii                  | - 1157 Floris III 1190                                        |
| Cesarz Japonii                   | - 1183 Go-Toba 1198                                           |
| Kalif                            | - 1180 An-Nasir 1225                                          |
| Król Kastylii                    | - 1158 Alfons VIII Szlachetny 1214                            |
| Patriarcha Konstantynopola       | - 1183 Bazyli II Kamater 1186 - 1186 Nicetas II Muntanes 1189 |
| Władca Korei                     | - 1170 Myŏngjong 1197                                         |
| Król Leónu                       | - 1157 Ferdynand II 1188                                      |
| Kalif Maroka                     | - 1184 Jakub al-Mansur 1199                                   |
| Król Nawarry                     | - 1150 Sancho VI 1194                                         |
| Król Norwegii                    | - 1177 Sverre Sigurdsson 1202                                 |
| Hrabia Palatynatu                | - 1155 Konrad Hohenstauf 1195                                 |
| Papież                           | - 1185 Urban III 1187                                         |
| Król Portugalii                  | - 1185 Sancho I 1211                                          |
| Sułtan Rumu                      | - 1156 Kilidż Arslan II 1192                                  |
| Książę Rusi halickiej            | - 1153 Jarosław Ośmiomysł 1187                                |
| Cesarz Rzymski (niemiecki)       | - 1155 Fryderyk I Barbarossa 1190                             |
| Książę Saksonii                  | - 1180 Bernard III 1212                                       |
| Król Szkocji                     | - 1165 Wilhelm I 1214                                         |
| Król Szwecji                     | - 1173 Knut Eriksson 1196                                     |
| Doża Wenecji                     | - 1178 Orio Mastropiero 1192                                  |
| Król Węgier                      | - 1172 Bela III 1196                                          |

Rok 1186 / MCLXXXVI
stulecia: XI wiek ~
XII wiek ~
XIII wiek

lata: 1176 «
1181 «
1182 «
1183 «
1184 «
1185 «
1186
» 1187
» 1188
» 1189
» 1190
» 1191
» 1196

## Wydarzenia w Polsce
- 2 lipca – książę pomorski Sambor I założył klasztor cystersów w Oliwie[1].

- Małżeństwo  Henryka I Brodatego z Jadwigą, córką Bertolda księcia Meranu,  znaną później jako św. Jadwiga Trzebnicka.

## Wydarzenia na świecie
- 27 stycznia – przyszły cesarz Niemiec Henryk VI Hohenstauf ożenił się w Mediolanie z 12 lat od niego starszą królewną sycylijską Konstancją Sycylijską, córką Rogera II[2].
- 1 lutego – Joannici nabyli zamek Margat w Syrii.

- Po raz drugi powstało państwo Bułgarów, istniało do 1398, kiedy stało się częścią państwa osmańskiego.

## Zmarli
- 8 maja – Arnold I, biskup poznański (ur. ?)
- 19 sierpnia – Godfryd II Plantagenet, książę Bretanii (ur. 1158)
- 8 grudnia – Bertold IV, książę Zähringen (ur. ok. 1125)
- data dzienna nieznana:
  - Leszek Bolesławowic - książę mazowiecki (ur. ok. 1160)